# Ingeborg Eriksdotter van Denemarken
Ingeborg Eriksdotter van Denemarken (circa 1244 - 24 of 26 maart 1287) was een Deense prinses en koningin-gemaal van Noorwegen van 1263 tot 1280 door haar huwelijk met Magnus VI van Noorwegen. Ze behoorde tot het huis Estridsen.

## Levensloop
Ingeborg was een dochter van koning Erik IV van Denemarken en diens gemalin Jutta van Saksen, dochter van hertog Albrecht I van Saksen. In 1250 werd haar vader vermoord, waarna haar moeder terugkeerde naar Saksen om te trouwen met graaf Burchard VIII van Querfurt-Rosenburg. Ingeborg en haar drie zussen leefden daarna vanaf 1252 grotendeels aan het hof van hun oom, koning Christoffel I van Denemarken. De vier zussen waren ook de erfgenamen van verschillende landerijen in Denemarken. Het erfdeel van Ingeborg zou de komende tientallen jaren voor lang aanslepende conflicten tussen Denemarken en Noorwegen zorgen.
Ingeborg werd uitgehuwelijkt aan kroonprins Magnus van Noorwegen, de oudste zoon van koning Haakon IV van Noorwegen. Op 28 juli 1261 arriveerde ze in Tønsberg, waarna Ingeborg tot aan haar huwelijk in het dominicanenklooster van Horsens verbleef. Op 11 september 1261 vond het huwelijk met kroonprins Magnus plaats in Bergen. Direct na hun huwelijk werden Magnus en Ingeborg gekroond en kregen ze het district Ryfylke toegewezen als persoonlijk onderhoud. Hun huwelijk werd als gelukkig omschreven.
Na de dood van zijn vader op 18 december 1263 werd Magnus IV koning van Noorwegen. Het is niet bekend of Ingeborg als koningin invloed uitoefende op de Noorse politiek. In 1280 overleed haar echtgenoot. Hoewel ze niet werd benoemd tot regentes voor haar minderjarige zoon Erik II, speelde Ingeborg in die periode een zeer belangrijke rol in het leiderschap van het land. Ook nadat haar zoon in 1283 volwassen werd verklaard, bleef ze een belangrijke invloed uitoefenen.
Tijdens de regeerperiode van haar neef, koning Erik V van Denemarken, begon Ingeborg een vete in verband met haar erfdeel van haar vader, dat ze nooit bemachtigde. Deze vete zou vijandigheid tussen Noorwegen en de Duitse hanzesteden en een gespannen relatie met Denemarken veroorzaken. Een aantal leden van de Deense adel kozen de zijde van Ingeborg in haar conflict tegen Erik V van Denemarken. In 1287 kwam ze echter te overlijden, nog voor de zaak was opgelost.

## Nakomelingen
Magnus IV en Ingeborg kregen volgende kinderen:
- Olaf (1262-1267)
- Magnus (1264)
- Erik II (1268-1299), koning van Noorwegen
- Haakon V (1270-1319), koning van Noorwegen